# Jean-Pierre Lemaire

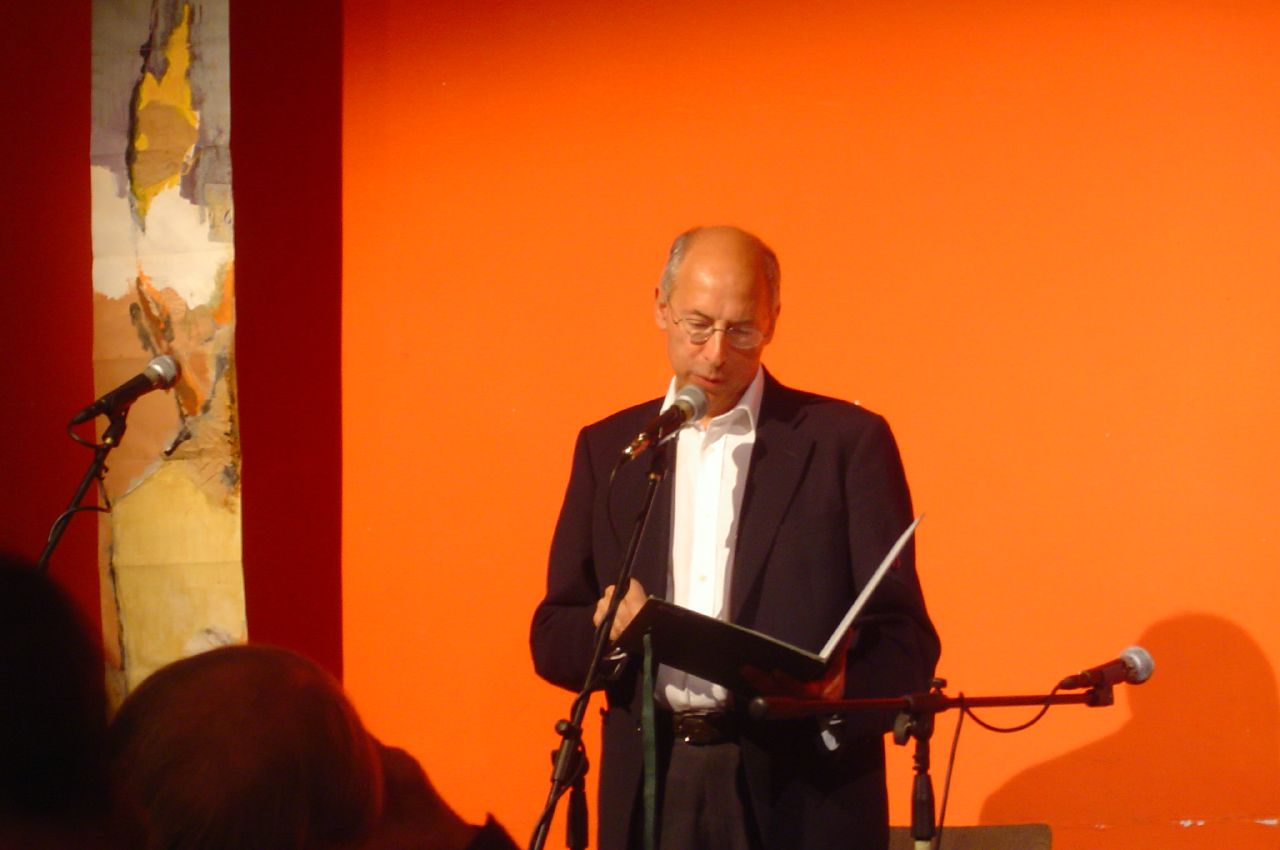
Jean-Pierre Lemaire (2007)

Jean-Pierre Lemaire (* 18. August 1948 in Sallanches) ist ein französischer Lyriker und Autor.

## Leben und Werk
Lemaire wuchs in Lille und Paris auf. Wichtiger Inspirationsort ist Menton. Lemaire studierte (wie seine Mutter) Lettres classiques (Französisch, Latein, Griechisch) an der École normale supérieure (wo André  Lagarde zu seinen Lehrern zählte), sowie an der Sorbonne (bei dem Latinisten Alain Michel *1929) und schloss mit der Agrégation ab. Er lehrte bis 2014 am Lycée Henri IV.
Die Kritik sieht in Lemaires Dichtung die Autobiographie eines Christen, der in immerwährender Konversion begriffen ist. Robert Sabatier behandelt Lemaire im Kapitel „Spiritualisierungen“ und betrachtet sein Dichten als Erkenntnisprozess. Charakteristika sind: elegante Einfachheit, lyrische Reinheit, Zurückgenommenheit, Abstand von jeglicher Modernitätssucht. Als Lemaire verwandte Dichter nennt er: Jean Grosjean (1912–2006), Pierre Emmanuel, Patrice de La Tour du Pin (1911–1975) und Jean Follain (1903–1971).
Lemaire erhielt 1999 für sein Gesamtwerk den großen Lyrikpreis (Grand Prix de Poésie) der Académie française. Er folgte damit seinen Förderern Jean Grosjean (1983) und Philippe Jaccottet (1992) nach.

## Werke
- Le Visage transparent, Mareil-sur-Mauldre,  Qui vive, 1981 (8 Seiten).
- Victoire aptère, Montereau, Les Cahiers du confluent, 1981 (12 Seiten).
- Les Marges du jour, Genève, La Dogana, 1981 (124 Seiten); 2010 mit Nachwort von Philippe Jaccottet.
- Le Tombeau vide, Montereau, Les Cahiers du Confluent 1982, (9 Seiten).
- L’Exode et la Nuée, suivi de La Pierre à voix, Paris, Gallimard, 1982 (191 Seiten).
- Visitation, Paris, Gallimard, 1985 (Prix Max-Jacob).
- Le Cœur circoncis, Paris, Gallimard, 1989 (116 Seiten).
  - Körülmetélt szív. Versek, ungarisch von János Lackfi (* 1971), Piliscsaba, Pázmány Péter Katolikus Egyetem, 1999 (107 Seiten).
- Le Chemin du cap, Paris, Gallimard, 1993 (129 Seiten).
- L’Annonciade, Paris, Gallimard, 1997 (103 Seiten).
- (Hrsg.) Jean Racine, Cantiques spirituels. Hymnes du bréviaire romain. Le paysage, ou, Promenade de Port-Royal-des-Champs. Trois épigrammes, Paris, Gallimard, 1999.
- L’Intérieur du monde, Le Chambon sur Lignon, Cheyne éditeur, 2002 (97 Seiten).
- L'heure élargie = l'ora estesa, italienisch von Davide Rondoni (* 1964), Mailand,  S.Z.A., Sciumè Zaccheo & Associati, 2002 (8 Seiten).
- Figure humaine, Paris, Gallimard, 2008 (94 Seiten).
- Marcher dans la neige. Un parcours en poésie, Paris, Bayard, 2008 (Essay, 138 Seiten, Vorwort von Marguerite Léna [*1939]).
- Veilleur, où en est la nuit ? Spectacle poétique, Chamonix, Encretoile, 2013 (35 Seiten).
- Bernadette Soubirous. La plus secrète des saintes, Lausanne, Age d’homme, 2013 (Essay, 93 Seiten).
- Faire place [Raum geben]. Poèmes, Paris, Gallimard, 2013 (90 Seiten).
- Le pays derrière les larmes (Poèmes choisis). Paris, Gallimard, collection « Poésie », 2016 (384 Seiten)
- Graduel. Poèmes. Paris, Gallimard, 2021 (133 Seiten)